# 郤儉
郤儉（？—188年），河南郡偃師县（今河南省偃师市）人，郤正祖父，東漢末年益州刺史。

## 生平
漢靈帝時，太常江夏人劉焉見漢朝王室多難，向靈帝建議：「四方兵寇，由刺史威輕，旣不能禁，且用非其人，以致離叛。宜改置牧伯，選清名重臣以居其任。」本想求領交阯避禍的劉焉聽侍中董扶說益州有天子之氣，改向朝廷請求為益州牧。恰逢益州刺史郤儉貪殘放濫，民怨沸騰，并州刺史張壹、涼州刺史耿鄙均為人所殺，於是劉焉被封陽城侯，出任監軍使者兼職益州牧，受命逮捕郤儉治罪。
中平五年（公元188年），益州人馬相及趙祗以黃巾軍名義在綿竹糾眾起兵，侵擾破壞廣漢郡、蜀郡及犍為郡三郡，先後殺害緜竹令李升、郤儉及巴郡太守趙部。

## 家族

### 子
- 郤揖，曾任孟達帳下都督，後隨孟達降魏，任中書令史。[7]

### 孫
- 郤正，字令先，蜀漢秘書令、西晉巴西太守。